# Rolex Paris Masters 2022
Rolex Paris Masters 2022 là một giải quần vợt nam chuyên nghiệp thi đấu trên mặt sân cứng trong nhà. Đây là lần thứ 50 giải đấu được tổ chức, và là một phần của Masters 1000 trong ATP Tour 2022. Giải đấu diễn ra tại Accor Arena ở Paris, Pháp, từ ngày 31 tháng 10 đến ngày 6 tháng 11 năm 2022.

## Điểm và tiền thưởng

### Phân phối điểm
| Sự kiện | VĐ    | CK  | BK  | TK  | Vòng 1/16 | Vòng 1/32 | Vòng 1/64 | Q  | Q2 | Q1 |
| Đơn nam | 1,000 | 600 | 360 | 180 | 90        | 45        | 10        | 25 | 16 | 0  |
| Đôi nam | 1,000 | 600 | 360 | 180 | 90        | 0         | —         | —  | —  | —  |

### Tiền thưởng
| Sự kiện  | VĐ       | CK       | BK       | TK       | Vòng 1/16 | Vòng 1/32 | Vòng 1/64 | Q2      | Q1     |
| Đơn nam  | €836,355 | €456,720 | €249,740 | €136,225 | €72,865   | €39,070   | €21,650   | €11,090 | €5,810 |
| Đôi nam* | €282,960 | €147,840 | €78,140  | €43,300  | €23,760   | €13,200   | —         | —       | —      |

*mỗi đội

## Nội dung đơn

### Hạt giống
Dưới đây là những tay vợt được xếp loại hạt giống. Hạt giống dựa trên bảng xếp hạng ATP vào ngày 24 tháng 10 năm 2022. Xếp hạng và điểm trước vào ngày 31 tháng 10 năm 2022. Danh sách các tay vợt tham dự dựa trên bảng xếp hạng ATP vào ngày 3 tháng 10.
| Hạt giống | Xếp hạng | Tay vợt               | Điểm trước | Điểm giảm từ ATP Finals 2021 | Điểm bảo vệ (hoặc kết quả tốt nhất lần 19)† | Điểm thắng | Điểm sau | Thực trạng                                  |
| --------- | -------- | --------------------- | ---------- | ---------------------------- | ------------------------------------------- | ---------- | -------- | ------------------------------------------- |
| 1         | 1        | Carlos Alcaraz        | 6,730      | —                            | 90                                          | 180        | 6,820    | Tứ kết bỏ cuộc trước Holger Rune            |
| 2         | 2        | Rafael Nadal          | 5,810      | —                            | (0)                                         | 10         | 5,820    | Vòng 2 thua trước Tommy Paul                |
| 3         | 4        | Casper Ruud           | 5,510      | 400                          | 180                                         | 90         | 5,020    | Vòng 3 thua trước Lorenzo Musetti           |
| 4         | 3        | Daniil Medvedev       | 5,655      | 1,000                        | 600                                         | 10         | 4,065    | Vòng 2 thua trước Alex de Minaur            |
| 5         | 5        | Stefanos Tsitsipas    | 5,035      | 0                            | (45)                                        | 360        | 5,350    | Bán kết thua trước Novak Djokovic [6]       |
| 6         | 7        | Novak Djokovic        | 4,320      | 600                          | 1,000                                       | 600        | 3,320    | Á quân, thua trước Holger Rune              |
| 7         | 9        | Andrey Rublev         | 3,685      | 200                          | (45)                                        | 90         | 3,530    | Vòng 3 thua trước Holger Rune               |
| 8         | 8        | Félix Auger-Aliassime | 3,725      | —                            | (90)                                        | 360        | 3,995    | Bán kết thua trước Holger Rune              |
| 9         | 11       | Taylor Fritz          | 3,090      | —                            | 180                                         | 45         | 2,955    | Vòng 2 thua trước Gilles Simon (WC)         |
| 10        | 10       | Hubert Hurkacz        | 3,220      | 0                            | 360                                         | 45         | 2,905    | Vòng 2 thua trước Holger Rune               |
| 11        | 12       | Jannik Sinner         | 2,610      | 200                          | 10                                          | 10         | 2,410    | Vòng 1 thua trước Marc-Andrea Hüsler (Q)    |
| 12        | 13       | Cameron Norrie        | 2,490      | 0                            | 90                                          | 45         | 2,445    | Vòng 2 thua trước Corentin Moutet (Q)       |
| 13        | 15       | Matteo Berrettini     | 2,375      | 0                            | (0)                                         | 0          | 2,375    | Rút lui do chấn thuơng chân                 |
| 14        | 14       | Pablo Carreño Busta   | 2,450      | —                            | 45                                          | 90         | 2,495    | Vòng 3 thua trước Tommy Paul                |
| 15        | 17       | Marin Čilić           | 2,140      | —                            | 45                                          | 10         | 2,105    | Vòng 1 thua trước Lorenzo Musetti           |
| 16        | 21       | Frances Tiafoe        | 1,920      | —                            | 10                                          | 180        | 2,090    | Tứ kết thua trước Félix Auger-Aliassime [8] |

† Cột này hiển thị điểm của tay vợt từ giải đấu năm 2021 hoặc điểm tốt nhất của lần 19 (hiển thị trong ngoặc đơn). Chỉ điểm xếp hạng tính đến thứ hạng của tay vợt vào ngày 31 tháng 10 năm 2022 được hiển thị trong cột.

#### Tay vợt rút lui khỏi giải đấu
Dưới đây là những tay vợt được xếp loại hạt giống, nhưng rút lui trước khi giải đấu bắt đầu.
| Xếp hạng | Tay vợt          | Điểm trước | Điểm giảm từ ATP Finals 2021 | Điểm bảo vệ (hoặc kết quả tốt nhất lần 19) | Điểm sau | Lý do rút lui            |
| -------- | ---------------- | ---------- | ---------------------------- | ------------------------------------------ | -------- | ------------------------ |
| 6        | Alexander Zverev | 4,360      | 1,300                        | 360                                        | 2,700    | Chấn thương cổ chân phải |

### Vận động viên khác
Đặc cách:
- Richard Gasquet
- Adrian Mannarino
- Arthur Rinderknech
- Gilles Simon

Bảo toàn thứ hạng:
- Stan Wawrinka

### Rút lui
- Matteo Berrettini → thay thế bởi  Fabio Fognini
- Jenson Brooksby → thay thế bởi  Brandon Nakashima
- Nick Kyrgios → thay thế bởi  Sebastian Korda
- Gaël Monfils → thay thế bởi  Alex Molčan
- Reilly Opelka → thay thế bởi  John Isner
- Alexander Zverev → thay thế bởi  Andy Murray

## Nội dung đôi

### Hạt giống
| Quốc gia | Tay vợt              | Quốc gia | Tay vợt           | Xếp hạng1 | Hạt giống |
| -------- | -------------------- | -------- | ----------------- | --------- | --------- |
| USA      | Rajeev Ram           | GBR      | Joe Salisbury     | 3         | 1         |
| NED      | Wesley Koolhof       | GBR      | Neal Skupski      | 7         | 2         |
| ESA      | Marcelo Arévalo      | NED      | Jean-Julien Rojer | 11        | 3         |
| GER      | Tim Pütz             | NZL      | Michael Venus     | 19        | 4         |
| ESP      | Marcel Granollers    | ARG      | Horacio Zeballos  | 23        | 5         |
| COL      | Juan Sebastián Cabal | COL      | Robert Farah      | 28        | 6         |
| GBR      | Lloyd Glasspool      | FIN      | Harri Heliövaara  | 35        | 7         |
| CRO      | Ivan Dodig           | USA      | Austin Krajicek   | 40        | 8         |
| IND      | Rohan Bopanna        | NED      | Matwé Middelkoop  | 45        | 9         |

- 1 Bảng xếp hạng vào ngày 24 tháng 10 năm 2022.

### Vận động viên khác
Đặc cách:
- Sadio Doumbia /  Fabien Reboul
- Richard Gasquet /  Quentin Halys

Bảo toàn thứ hạng:
- Santiago González /  Łukasz Kubot

Thay thế:
- Sander Gillé /  Joran Vliegen
- Miķelis Lībietis /  Luca Margaroli
- Adrian Mannarino /  Fabrice Martin

### Rút lui
- Juan Sebastián Cabal /  Robert Farah → thay thế bởi  Adrian Mannarino /  Fabrice Martin
- Thanasi Kokkinakis /  Nick Kyrgios → thay thế bởi  Sebastián Báez /  Albert Ramos Viñolas
- Nikola Mektić /  Mate Pavić → thay thế bởi  Hugo Nys /  Jan Zieliński
- Andrés Molteni /  Diego Schwartzman → thay thế bởi  Miķelis Lībietis /  Luca Margaroli
- Holger Rune /  Stefanos Tsitsipas → thay thế bởi  Sander Gillé /  Joran Vliegen

## Nhà vô địch

### Đơn
- Holger Rune đánh bại  Novak Djokovic, 3–6, 6–3, 7–5

### Đôi
- Wesley Koolhof /  Neal Skupski đánh bại  Ivan Dodig /  Austin Krajicek, 7–6(7–5), 6–4